# Centrolene azulae
Centrolene azulae är en groddjursart som först beskrevs av Flores och Roy McDiarmid 1989.  Centrolene azulae ingår i släktet Centrolene och familjen glasgrodor. IUCN kategoriserar arten globalt som starkt hotad. Inga underarter finns listade i Catalogue of Life.